# 多治比全成
多治比 全成（たじひ の またなり）は、平安時代初期の貴族。姓は真人。官位は従五位下・上総守。

## 経歴
従五位下に叙爵後、大同3年（808年）6月雅楽助、7月大監物、10月縫殿助と短期間に京官を転々とする。翌大同4年（809年）正月に上総守に任ぜられ地方官に転じた。
上総守の任期を満了し、弘仁6年（815年）後任の小野真野に印鎰（国印と鍵）を引き渡して僅か10数日後の交代事務がまだ完了していない時期に、同国夷隅郡で火災が発生、正倉60棟を焼き、稲穂相当で57万900束分の官有物が灰燼に帰した。ここで全成は既に離任したことをもって、後任の真野に責任を押しつけようとする。しかし、火災の調査のために派遣された検焼損使・大中臣井作は、失火時に逃亡して自殺した税長・久米部当人が官有物を盗みそれを隠すために放火したと考えられる旨、刑部省へ報告する。刑部省にて法的な取り扱いを調査したところ、大判事・物部中原敏久は前任者が職を去った後はその責任を追及できず、欠損を補填する責任は後任者にある旨見解を述べる。しかし、刑部省内で検討を行い、前任者の任期中に発生した虚納を隠蔽するために正倉を管理する役人が放火したと見られること、また問題を起こした役人を任用したのは前任者であること、の2つの理由により前任者の怠慢により火災が発生したとして、多治比全成に補填させるべき旨を上奏。勅裁を仰いで裁可され、全成が補填の責務を負うことになった。

## 官歴
『日本後紀』による。
- 時期不詳：従五位下
- 大同3年（808年） 6月9日：雅楽助。7月15日：大監物。10月1日：縫殿助
- 大同4年（809年） 正月23日：上総守